# Rufina Gásheva
Rufina Serguéyevna Gásheva (en ruso: Руфи́на Серге́евна Га́шева; Verkhnechusovsky Gorodky, República Socialista Federativa Soviética de Rusia, 14 de octubre de 1921-Moscú, Rusia, 1 de mayo de 2012) fue una aviadora soviética durante la Segunda Guerra Mundial que sirvió en el 588.o Regimiento de Bombardeo Nocturno, compuesto únicamente por mujeres. Fue galardonada con el título de Heroína de la Unión Soviética. Gásheva sirvió como navegante de un Polikarpov Po-2 en el regimiento.
En la posguerra continuó sirviendo y fue profesora de lenguas extranjeras en la Academia Malinovsky de las Fuerzas Armadas Militares antes de su retiro. Tras retirarse, Gásheva trabajó en la Oficina de Literatura Militar Extranjera en Voenizdat.

## Biografía

### Infancia y juventud
Gásheva nació el 14 de octubre de 1921 en el pueblo de Verkhnechusovsky Gorodky en Permsky Uyezd, parte de la gobernación de Perm. Ella pronto se mudó al pueblo de Vasilyevo, viviendo allí hasta 1927. Entre 1927 y 1928  vivió en el pueblo de Kasimovo, en lo que ahora es el distrito de Permsky. Gásheva vivió en Perm durante los siguientes dos años, y luego se mudó a Moscú en 1930. En 1939 se graduó del colegio, y en el verano de 1941 completó dos años en la Universidad Estatal de Mecánica y Matemáticas de Moscú.

### Segunda Guerra Mundial
Gásheva se ofreció voluntariamente para servir en el ejército en septiembre de 1941. Se graduó de un curso de navegantes en la Escuela de Aviación Militar de Enguels para Pilotos en febrero de 1942. Gásheva fue asignada al 588.o Regimiento de Bombardeo Nocturno de la Fuerza Aérea Soviética, compuesto únicamente por mujeres, el cual en ese entonces se estaba formando en Enguels.

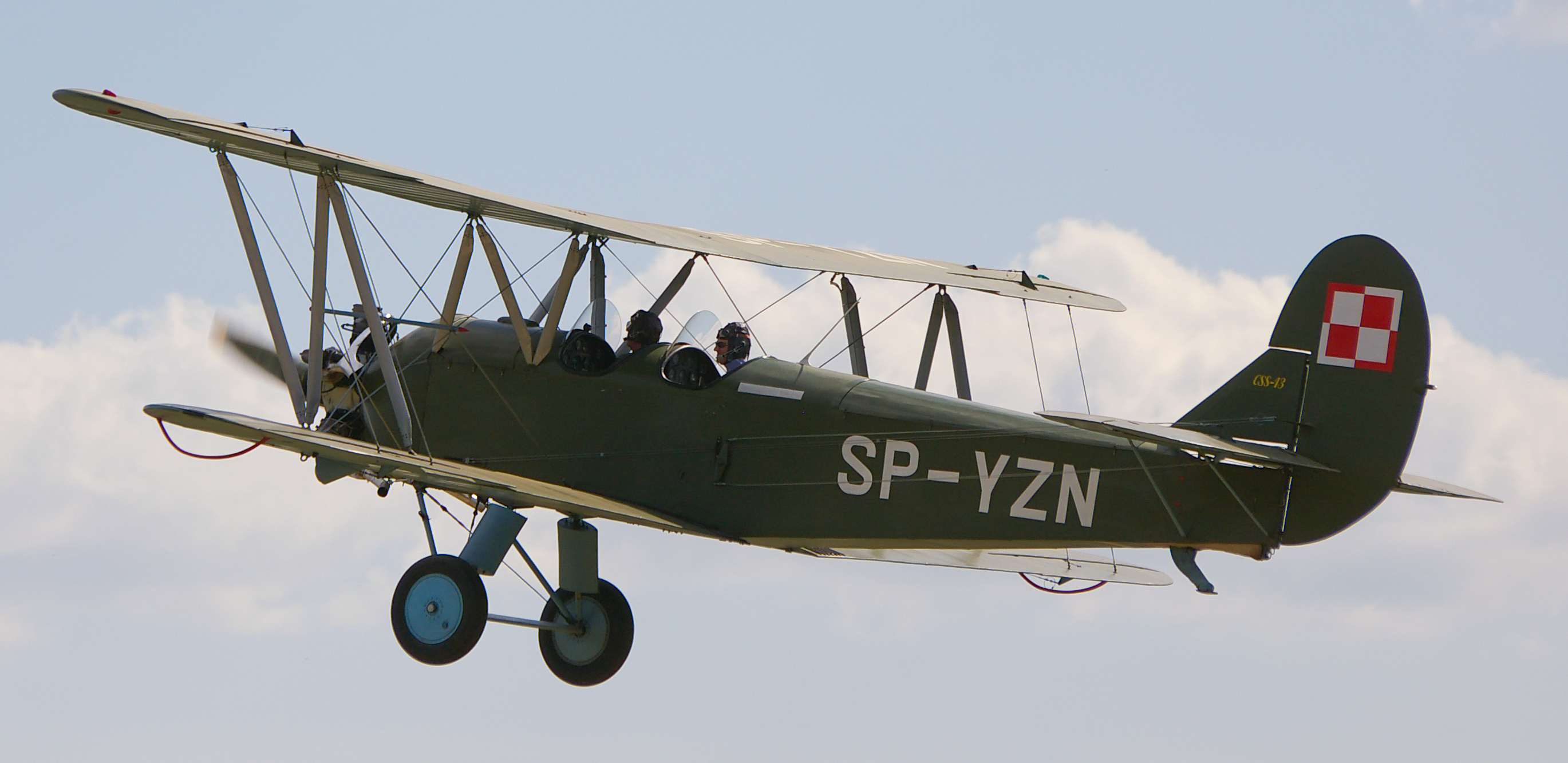
Gásheva fue navegante de un Polikarpov Po-2 pilotado por Olga Sanfirova.

Luchó en combate a partir de mayo de 1942, participando en la Batalla del Cáucaso. En febrero de 1943, el regimiento se convirtió en el 46.o Regimiento de Aviación Bombardero de Guardias. Gásheva luchó en las batallas aéreas de Kubán, la operación Kerch-Eltigen, la batalla de Crimea, la ofensiva de Maguilov, la ofensiva de Białystok, la ofensiva de Osowiec, la ofensiva de Mława-Elbląg, la ofensiva de Pomerania Oriental y la batalla de Berlín.
La aeronave de Gásheva fue derribada dos veces. En la primera ocasión, Gásheva y su piloto alcanzaron las líneas soviéticas, pero la segunda vez cayeron en un campo minado y la piloto Olga Sanfirova murió al pisar una mina.
Gásheva voló 848 misiones de combate como navegadora del bombardero ligero Polikarpov Po-2. Recibió el título de Heroína de la Unión Soviética y fue ingresada a la Orden de Lenin el 23 de febrero de 1945. Cuando la guerra terminó, Gásheva tenía el rango militar de mayor. Se casó con el piloto de bombarderos Mikhail Pliats en el frente.

### Posguerra
Gásheva sirvió con el regimiento en el Grupo de Fuerzas del Norte hasta octubre de 1945. En la posguerra, Gásheva y Pliats tuvieron un hijo, Vladímir, y una hija, Marina. Pliats alcanzó el rango de coronel.
En 1952, Gásheva se graduó en el Instituto Militar de Lenguas Extranjeras, convirtiéndose en profesora en la facultad de Lenguas Extranjeras de la Academia Malinovsky de las Fuerzas Armadas Militares. Trabajó allí hasta agosto de 1957.
Se transfirió a la reserva en diciembre de 1956, con el rango de mayor. A partir de 1961 trabajó como editora principal en la Oficina de Literatura Militar Extranjera de la editorial Voenizdat. Entre 1967 y 1972, Gásheva fue un editora principal en la Oficina para la Publicación de Literatura Militar en Lenguas Extranjeras del ministerio de Defensa de la Unión Soviética.
Gásheva vivió en Moscú y fue ascendida a teniente coronel en el año 2000. Gásheva murió el 1 de mayo de 2012. Fue sepultada en el cementerio de Vostryakovsky.

## Distinciones
Gásheva recibió los siguientes galardones:
- Heroína de la Unión Soviética
- Orden de Lenin
- Orden de la Bandera Roja (2)
- Orden de la Guerra Patria de 1.a clase (2)
- Orden de la Estrella Roja (2)
- Medalla por el Servicio de Combate